# The Whiffenpoofs
The Whiffenpoofs (kurz „Whiffs“) gelten als das älteste Männer-Vokalensemble der USA. 1909 gründete sich dieser A-cappella-Chor an der Yale-Universität. Die Gruppe bestand zunächst aus 14 Sängern und wurde für ihren harmonischen Klang bekannt. Während seiner Studienzeit in Yale war Cole Porter 1913 ihr Mitglied. Ihm zu Ehren hat die noch heute bestehende Gruppe auch einige Cole-Porter-Songs im Repertoire.
Heute wird die Gruppe nur noch die Yale Whiffenpoofs genannt.